# Nantucket, Massachusetts
Nantucket (pronunție AFI,  |ˌ|n|æ|n|ˈ|t|ʌ|k|ɨ|t ) este o insulă situată la circa 48 de km sud de Cape Cod, statul Massachusetts, Statele Unite ale Americii. Împreună cu micile insule Tuckernuck și Muskeget, constituie atât târgul omonim (Nantucket, Massachusetts) cât și comitatul omonim, comitatul Nantucket, cu care coincide teritorial și administrativ formând o entitate consolidată comitat-localitate (conform originalului, consolidated city-county).
O parte a localității este desemnată ca un loc desemnat pentru recenzare, Nantucket CDP (CDP este acronimul pentru expresia din limba engleză census designated place). Zona Surfside de pe insula Nantucket este punctul cel mai sudic al statului Massachusetts.

## Climat
| Date climatice pentru Nantucket | Date climatice pentru Nantucket | Date climatice pentru Nantucket | Date climatice pentru Nantucket | Date climatice pentru Nantucket | Date climatice pentru Nantucket | Date climatice pentru Nantucket | Date climatice pentru Nantucket | Date climatice pentru Nantucket | Date climatice pentru Nantucket | Date climatice pentru Nantucket | Date climatice pentru Nantucket | Date climatice pentru Nantucket | Date climatice pentru Nantucket |
| Luna                            | Ian                             | Feb                             | Mar                             | Apr                             | Mai                             | Iun                             | Iul                             | Aug                             | Sep                             | Oct                             | Nov                             | Dec                             | Anual                           |
| ------------------------------- | ------------------------------- | ------------------------------- | ------------------------------- | ------------------------------- | ------------------------------- | ------------------------------- | ------------------------------- | ------------------------------- | ------------------------------- | ------------------------------- | ------------------------------- | ------------------------------- | ------------------------------- |
| Maxima medie °F (°C)            | 38 (3)                          | 40 (4)                          | 44 (7)                          | 51 (11)                         | 60 (16)                         | 68 (20)                         | 75 (24)                         | 75 (24)                         | 70 (21)                         | 61 (16)                         | 52 (11)                         | 44 (7)                          | 56,5 (13,6)                     |
| Minima medie °F (°C)            | 25 (−4)                         | 27 (−3)                         | 31 (−1)                         | 38 (3)                          | 46 (8)                          | 56 (13)                         | 62 (17)                         | 62 (17)                         | 56 (13)                         | 48 (9)                          | 40 (4)                          | 31 (−1)                         | 43,5 (6,4)                      |
| Precipitații inches (mm)        | 3.61 (91.7)                     | 2.85 (72.4)                     | 4.25 (108)                      | 3.74 (95)                       | 3.42 (86.9)                     | 3.49 (88.6)                     | 3.09 (78.5)                     | 3.91 (99.3)                     | 4.04 (102.6)                    | 3.92 (99.6)                     | 4.43 (112.5)                    | 3.80 (96.5)                     | 44,55 (1.131,6)                 |
| Sursă: The Weather Channel      |                                 |                                 |                                 |                                 |                                 |                                 |                                 |                                 |                                 |                                 |                                 |                                 |                                 |

## Guvern

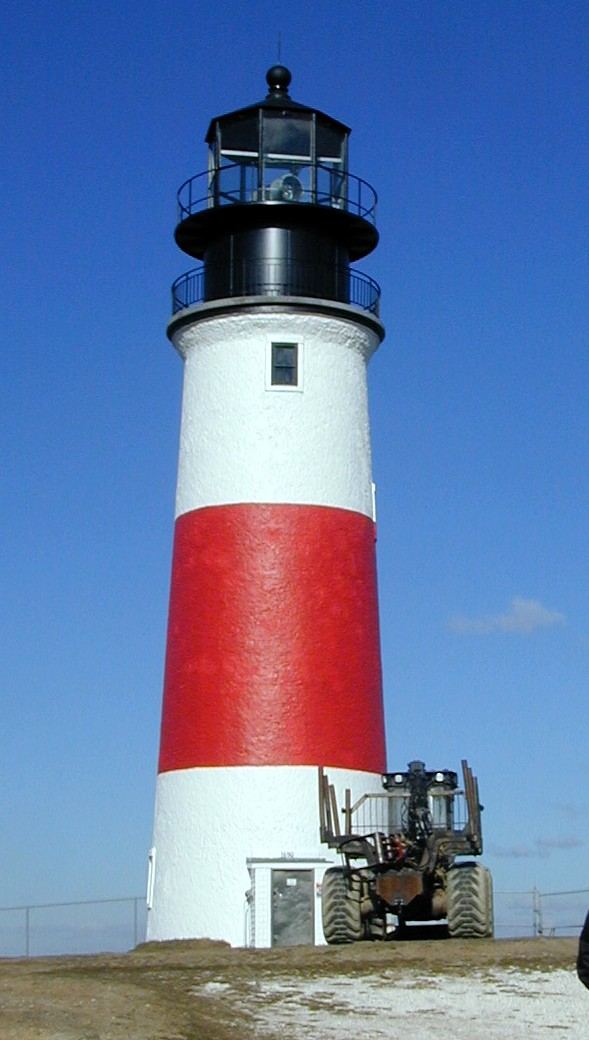
Sankaty Head lighthouse at the eastern end of Nantucket Island, Massachusetts ca. November 2000

| Year | Republican  | Democratic  |
| ---- | ----------- | ----------- |
| 2008 | 30.8% 1,863 | 67.3% 4,073 |
| 2004 | 35.6% 2,040 | 63.0% 3,608 |
| 2000 | 33.0% 1,624 | 58.3% 2,874 |
| 1996 | 29.4% 1,222 | 59.0% 2,453 |
| 1992 | 27.5% 1,158 | 48.3% 2,037 |
| 1988 | 39.4% 1,469 | 59.2% 2,209 |
| 1984 | 53.5% 1,697 | 45.9% 1,456 |
| 1980 | 40.5% 1,149 | 36.6% 1,040 |
| 1976 | 53.3% 1,399 | 42.5% 1,115 |
| 1972 | 59.6% 1,418 | 40.0% 952   |
| 1968 | 55.3% 991   | 41.5% 744   |
| 1964 | 32.8% 587   | 67.0% 1,197 |
| 1960 | 63.5% 1,219 | 36.4% 698   |